# 파스칼 (단위)
파스칼(Pascal, 기호 Pa)는 압력에 대한 SI 유도 단위이다. 1 파스칼은 1 제곱미터 당 1 뉴턴의 힘이 작용할 때의 압력에 해당한다. 단위의 이름은 프랑스의 수학자 블레즈 파스칼의 이름을 땄다.

## 정의
{\displaystyle {\rm {1~Pa=1~{\frac {N}{m^{2}}}=1~{\frac {\frac {kg\cdot m}{s^{2}}}{m^{2}}}=1~{\frac {kg}{m\cdot s^{2}}}}}}
여기서 N은 뉴턴, m은 미터, kg은 킬로그램, s는 초.
| v • d • e • h | 파스칼 (Pa) | 바 (bar)      | 공학 기압 (at) | 기압 (atm)  | 토르 (Torr)        | 제곱 인치 당 파운드 (psi) |
| ------------- | ----------- | ------------- | -------------- | ----------- | ------------------ | ------------------------- |
| 1 Pa          | ≡ 1 N/m2    | 10−5          | 1.0197×10−5    | 9.8692×10−6 | 7.5006×10−3        | 145.04×10−6               |
| 1 bar         | 100,000     | ≡ 106 dyn/cm2 | 1.0197         | 0.98692     | 750.06             | 14.504                    |
| 1 at          | 98,066.5    | 0.980665      | ≡ 1 kgf/cm2    | 0.96784     | 735.56             | 14.223                    |
| 1 atm         | 101,325     | 1.01325       | 1.0332         | ≡ 1 atm     | 760                | 14.696                    |
| 1 Torr        | 133.322     | 1.3332×10−3   | 1.3595×10−3    | 1.3158×10−3 | ≡ 1 Torr; ≈ 1 mmHg | 19.337×10−3               |
| 1 psi         | 6,894.76    | 68.948×10−3   | 70.307×10−3    | 68.046×10−3 | 51.715             | ≡ 1 lbf/in2               |

## 사용
표준 대기압은 101,325 Pa
 = 101.325 kPa 
 = 1013.25 hPa 
 = 0.101325 MPa 
 = 1013.25 mbar 
 = 760 토르 (ISO 2533) 
 = 14.696 psi에 해당한다.
기상학자들은 오랫동안 기압의 단위로 밀리바를 사용했다. SI 단위계가 도입된 후에도 계속 예전 단위를 더 선호했다. 그래서 기상학에서는 밀리바와 동등한 단위인 헥토파스칼을 쓴다.
1 헥토파스칼 (hPa)= 100 Pa = 1 mbar
1 킬로파스칼 (kPa)= 1,000 Pa = 10 hPa
1 메가파스칼 (MPa)= 1,000,000 Pa = 1,000 kPa
재료과학에서 재료의 압축강도, 인장강도를 측정하는데 메가파스칼 (MPa = 1,000,000 N/m2) 이나 기가파스칼 (GPa = 1,000,000,000 N/m2) 등을 주로 쓴다. 응력, 영률(Young's modulus), 인장 강도 등의 단위로도 쓰인다.

## 유니코드 문자
유니코드는 한중일 호환용 블록에 코드포인트 U+33A9 ㎩ square pa와 U+33AA ㎪ square kpa를 할당하였으나 이는 하위 호환을 위해서만 존재하는 것이며 구식이기 때문에 사용이 권장되는 것은 아니다.

## 같이 보기
- 대기압
- 기상학
- SI 접두어
- 파스칼의 원리
- 압력측정